# 宽口光唇鱼
宽口光唇鱼（学名：Acrossocheilus monticolus）又稱寬口石𩼧，为輻鰭魚綱鯉形目鲤科光唇鱼属的鱼类，俗名桃花鱼，是中国的特有物种。分布于长江中上游等，體長可達18公分，棲息在河川底中層水域，生活習性不明。该物种的模式产地在宜昌。

## 扩展阅读
維基物種上的相關：宽口光唇鱼